# اومخونتو وسیزوه
اومخونتو وسیزوه (به معنای «نیزه ملت»، و نیز با علامت اختصاری “MK”) شاخه نظامی کنگره ملی آفریقا و حزب کمونیست آفریقای جنوبی است. نلسون ماندلا یکی از بنیانگذاران آن بود.

## جدایی پان آفریکانیست‌ها
در سال ۱۹۵۹، پس از آنکه بیشتر آفریکانیست‌ها، با حمایت مالی از غنا و پشتیبانی چشمگیر سیاسی از جانب باسوتو مستقر در ترنسوال از این کنگره جدا شده و تحت رهبری رابرت سوبوکوه و پوتالکو لبالو، کنگره پان آفریکانیست را تشکیل دادند کنگره ملی آفریقا بیشتر حمایت نظامی خود را ازدست داد. پس از قتل‌عام حامیان کنگره پان آفریکانیست، در مارس ۱۹۶۰، و تحریم کنگره پان آفریکانیست و کنگره ملی آفریقا، کنگره ملی آفریقا و حزب کمونیست آفریقای جنوبی به متابعت از جنبش مقاومت آفریقا (شورشیان لیبرال) و کنگره پان آفریکانیست پرداختند. لوتولی، که متهم به بی‌اعتنایی شده بود، به حاشیه کشانده شد.

## کنفرانس فراگیر آفریقا
کنگره ملی آفریقا و حزب کمونیست آفریقای جنوبی به کنفرانس فراگیر آفریقا در سال ۱۹۶۱، که تمامی احزاب در آن گرد آمدند تا به راهبرد مشترکی دست یابند متوسل شدند و در این کنفرانس ماندلا با اعلام تشکیل (اومخونتووه سیزوه)، که بر اساس ایرگو، نهضت چریکی یهودیان، تشکیل شده و رهبری آن را ماندلا و دنیس گلدبرگ، لیونل «راستی» برنشتاین، و هارولد ولپه فعالان یهودی حزب کمونیست آفریقای جنوبی بر عهده داشتند دعوت به مبارزه نظامی کرد.

## ترک کشور
پس از آن نلسون ماندلا پنهانی کشور را ترک کرد و با رهبران آفریقا در الجزایر و دیگر نقاط دیدار کرد. ماندلا که از پی بردن به عمق حمایت از کنگره پان آفریکانیست و عقیده عموم مبنی بر آنکه کنگره ملی آفریقا یک انجمن کوچک وابسته به قبیله خهوسا و تحت کنترل سفیدپوستان کمونیست قرار دارد شگفت زده شده بود، به آفریقای جنوبی بازگشت و مصمم شد تا بخش ملی‌گرای آفریقا را در اتحاد کنگره تقویت کند. تصور بر این است که بحث ماندلا بر سر این مسئله منجر به دستگیری وی در نزدیکی هوویک شد. ویلیام بلوم، یکی از کارکنان سابق وزارت امور خارجه آمریکا، گفته‌است سازمان سیا محل اختفای ماندلا را به پلیس اعلام کرده بود.

## ماندلا رهبر شاخه نظامی ANC
در سال ۱۹۶۱، نلسون ماندلا رهبری (اومخونتو وسیزوه) شاخه نظامی کنگره ملی آفریقا (ANC) را که خود یکی از بنیانگذاران آن بود بر عهده گرفت. او مبارزات خرابکاری علیه اهداف نظامی و دولتی را رهبری کرده، و طرح‌هایی تدوین کرد تا در صورتی که خرابکاری نتوانست به آپارتاید خاتمه دهد به جنگ چریکی متوسل شود. چند دهه بعد، خصوصاً در دهه ۱۹۸۰، اومخونتو وسیزوه تبدیل به جنگ چریکی علیه رژیم حاکم شد. ماندلا همچنین در خارج از کشور مبادرت به جمع‌آوری کمک‌های مالی برای MK کرد، و در دیدار با برخی از دولت‌های آفریقا ترتیباتی برای آموزش شبه نظامی داد.

## دستگیری و زندانی شدن ماندلا
در ۵ اوت ۱۹۶۲، ماندلا پس از هفده ماه گریز دستگیر شده و در دژ ژوهانسبورگ زندانی شد. ویلیام بلوم، یکی از کارکنان سابق وزارت امور خارجه آمریکا، گفته‌است سازمان سیا محل اختفای ماندلا را به پلیس اعلام کرده بود. سه روز بعد، در حضور ماندلا در دادگاه وی متهم به رهبری اعتصاب کارگران در سال ۱۹۶۱ و ترک غیرقانونی کشور شد. در ۲۵ اکتبر ۱۹۶۲، ماندلا به پنج سال زندان محکوم شد. دو سال بعد در ۱۱ ژوئن ۱۹۶۴، به اتهام شرکت ماندلا در کنگره ملی آفریقا (ANC) برای وی حکم دیگری صادر شد.

## دستگیری رهبران کنگره ملی آفریقا
در حالیکه ماندلا در زندان بود، پلیس در ۱۱ ژوئیه ۱۹۶۳، رهبران کنگره ملی آفریقا را در مزرعه لیلیسلی، در ریوونیا، واقع در شمال ژوهانسبورگ دستگیر کرد. ماندلا نیز به محاکمه ریوونیا کشانده شد، و در این روند ماندلا، احمد کاترادا، والتر سیسولو، گووان مبکی، آندرو ملانجلی، ریموند مهلابا، الیاس موتسوئالدی، والتر مکوایی (که در حین محاکمات از زندان گریخت)، آرتور گلدریچ (که قبل از محاکمه از زندان گریخت)، دنیس گلدبرگ و لیونل «راستی» برنشتاین توسط قاضی پرسی یوتار متهم به خرابکاری و اتهاماتی معادل خیانت، که اثبات آن برای دولت ساده‌تر بود شدند.

## ماندلا در دادگاه
ماندلا در بیانیه خود که از جایگاه متهم در آغاز جلسه دفاع خود در محاکمه ۲۰ آوریل ۱۹۶۴ در دیوان عالی پرتوریا بیان کرد، به تبیین دلیل توسل کنگره ملی آفریقا به استفاده از تاکتیک خشونت پرداخت. بیانیه وی نشان می‌داد که چگونه کنگره ملی آفریقا تا پیش از قتل‌عام شارپویل سالها از طریق صلح‌آمیز به دنبال مقابله با آپارتاید بوده‌است. این حادثه که هم‌زمان با برگزاری همه‌پرسی تأسیس جمهوری آفریقای جنوبی و اعلام وضعیت فوق‌العاده هم‌زمان با ممنوعیت فعالیت کنگره ملی آفریقا بود تنها چاره‌ای که برای کنگره ملی آفریقا باقی گذاشت توسل به خرابکاری بود. هر اقدام دیگری معادل تسلیم بی‌قید و شرط بود.
ماندلا به ارائه توضیحاتی در مورد طراحی Manifesto of Umkhonto در تاریخ ۱۶ دسامبر ۱۹۶۱ به منظور افشای شکست سیاست کنگره ملی آفریقا پس از امتناع بیگانگان از سرمایه‌گذاری در کشور پرداخت. اوبا این عبارات یه اظهارات خود خاتمه داد:
در طول زندگی‌ام خود را وقف مردم آفریقا کرده‌ام. با استیلای سفیدپوسان مبارزه کرده‌ام، و با استیلای سیاهان نیز مبارزه کرده‌ام. به دنبال آرمان جامعه‌ای آزاد و دموکراتیک که همه بتوانند در آن در توازن و با فرصت‌هایی برابر زندگی کنند بوده‌ام. این آرمان من است که امیدوارم با آن زندگی کرده و بدان دست یابم. اما اگر نیاز باشد آماده‌ام برای این آرمان بمیرم.
برام فیشر، ورنون بران، خوئل جوفه، آرتور چاسکالسون و جورج بیزوس اعضای تیم وکلای مدافع متهمان بودند. هارولد هنسون در پایان جریان محاکمه برای درخواست تخفیف در مجازات به جمع وکلای مدافع پیوست. همگی متهمان به استثنای راستی برنشتاین گناهکار شناخته شده، اما از مجازات مرگ گریخته و در تاریخ ۱۲ ژوئن ۱۹۶۴ محکوم به حبس ابد شدند. از جمله موارد اتهامات آنان می‌توان از این موارد نام برد: شرکت در اقدامات نظامی، خصوصاً چهار مورد اتهام خرابکاری، که ماندلا همه آنها را پذیرفت، و توطئه برای کمک به دیگر کشورها در جهت حمله به آفریقای جنوبی، که ماندلا این اتهام را نپذیرفت.
ماندلا در جزیره روبن زندانی شد و از بیست و هفت سال زندان متعاقب آن هیجده سال را در این زندان به سر برد. در این زندان بود که ماندلا زندگینامه خود را، تحت عنوان راه طولانی به سوی آزادی نوشت.